# Groente- en fruitveiling
Een groente- en fruitveiling is een veiling waar fruit en groenten worden verhandeld om het aanbod te groeperen en te vermarkten. Het bieden gaat in dalende volgorde (veiling bij afslag). Sommige veilingen verhandelen enkel groenten of fruit.
Eind 19e eeuw groepeerden tuinders zich in veilingcoöperaties onder het motto 'samen kunnen we het beter'. Naast telende producenten waren initiatiefnemers in sommige gevallen ook handelaars of anderen die voeling hadden met de sector. Na de Tweede Wereldoorlog werden veilingen gedwongen tot verregaande samenwerking en fusies door schaalvergroting aan de vraagzijde. Aan de aanbodzijde daalde het aantal telers door het opschalen van de bedrijfsvoering. De oorspronkelijke doelstelling werd in die zin doorheen de jaren uitgebreid met:
- Optimale bewaring van het product en het uitgangsmateriaal (zoals bijv. jonge aardbeiplanten);
- Keuren van het aangeleverde product in kwaliteitsgroepen;
- Advies en controle van kweek, oogst en bewaring bij de leden;
- Promotie naar de eindconsument door brede communicatie, merknamen (Truval, Flandria, ...) en marktonderzoek.

## België
Rond de Mechelse groentestreek ontstonden verschillende veilingcoöperaties, maar evenzeer rond Luik (o.a. de Coopérative horticole te Vottem, 1952-1968), in Namen, Oost- en West-Vlaanderen. Met de jaren gingen verschillende veilingen onderling samenwerken en samensmelten.
De eerste Belgische veilingactiviteit vond plaats in 1905. Toen werd het syndicaat der moeskwekers van Leuven opgericht dat evolueerde tot de Centrale Tuinbouwveiling van Leuven. Deze CLT fuseerde met drie andere veilingen uit de regio tot de gemeenschappelijke Brabantse veiling Brava. In 2011 fuseerde die met Greenpartners tot Coöbra die in 2013 fuseerde met de Mechelse Veilingen tot BelOrta. In juli 2023 nam BelOrta ook nog de Belgische fruitveiling over (BFV - Belgian Fruit Valley, veiling Haspengouw uit Sint-Truiden met afdelingen in Glabbeek en Vrasene en voordien ook in Zoutleeuw en Hannuit).
In juni 2025 ging de Limburgse Tuinbouwveiling (LTV) uit Herk-de-Stad failliet. Deze coöperatie van een 60-tal lokale telers had een jaaromzet van 8 miljoen euro. Sindsdien telt België nog vier spelers:
- BelOrta in Sint-Katelijne-Waver met afdelingen in Borgloon[5] en Zellik (omzet van 644 miljoen euro)
- Coöperatie Hoogstraten in Hoogstraten met een afdeling in Zundert (omzet 354 mln).
- REO veiling in Roeselare met afdelingen in Poperinge en Wetteren (249 mln).
- Groupement des Producteurs Horticoles Namurois in Wépion[6] (1 mln).

Deze zijn samen met diepvriescoöperatie INGRO uit Roeselare verenigd in het Verbond van Belgische Tuinbouwcoöperaties (VBT) die hun belangen behartigt op nationaal en internationaal niveau. Deze coöperaties groeperen zich ook in LAVA (Logistieke en Administratieve VeilingsAssociatie), een samenwerkingsverband om commercialisatie, kwaliteitscontrole en onderzoek op elkaar af te stemmen.

## Nederland
De oudste Nederlandse groenteveiling bij afslag was de Broeker veiling. Daar vond de eerste veiling plaats in 1887. Net zoals in Belgiê ontstonden er meerdere groente- en fruitveilingen, die met de jaren de krachten bundelden tot enkele grote spelers. Drie Westlandse voorbeelden:
- Coöperatieve Fruit- en Groentenveiling 'Naaldwijk' (°1889) fuseerde in 1972 samen met vier veilingen tot Veilingvereniging Westland Zuid.
- Poeldijkse Groenten- en Fruitveiling (°1889) fuseerde in 1967 met zes veilingen tot de Groenten- en Fruitveiling Westland Noord
- Veiling Westerlee (°1901) ging in 1973 samen met de Delftsche Groenteveiling en werd Delft-Westerlee.

In 1988 fusioneerden de veilingen Westland Zuid en Westland Noord tot de veiling Westland-West. Die fuseerde in 1991 met Delft-Westerlee tot Veiling Westland. in 1997 fuseerde die op haar beurt met acht andere veilingen tot de  Verenigde Tuinbouwveiling Nederland. Bij oprichting had die nog 10.000 leden, wat snel daalde door interne fusies en zo evolueerde naar een mastodont die stricto sensu geen veiling meer is maar verkoopt door bemiddeling voor 150 grote telers (jaaromzet van een miljard euro en bekend onder de merknaam The Greenery).
Andere veilingen:
- FruitMasters, een coöperatieve veiling in Geldermalsen met ongeveer 400 leden in de fruitteelt (omzet 300 mln euro).
- Groenten- en Fruitveilingvereniging De Kerseboom te Mierlo, ontstaan in 1918.
- Coöperatieve Fruitveiling Zuid-Limburg B.A..
- Coöperatieve Land- en Tuinbouwvereniging Zundert

## Internationalisering
Het verhandelen van fruit en groenten speelt zich af in een steeds grotere mondiale context. Om deze 'nieuwe' markten te verkennen en er hun producten te promoten, streven veilingen naar een zo volledig mogelijk gamma. Zo versterkte BelOrta door de fusie met BFV hun aanbod hardfruit aanzienlijk. In dezelfde zin wilde Hoogstraten in zee gaan met REO, maar die gesprekken sprongen af waardoor ze samenwerking onderzoeken met Fruitmasters uit Nederland. BelOrta kijkt om haar beurt dan weer naar The Greenery.